# 杨子廉
杨子廉（1888年—1968年1月8日），男，陕西澄城人，中国政治人物，中国民主同盟中央委员会委员，陕西省政协原副主席，第二、三、四届全国政协委员。